# Ed Kuepper
Edmund Kuepper, conosciuto come Ed Kuepper (Brema, 20 dicembre 1955), è un cantante e chitarrista tedesco naturalizzato australiano.
È il fondatore del gruppo punk rock The Saints. Inoltre è membro della band australiana Laughing Clowns e ha registrato oltre una dozzina di album con altre band.
Nel 1976 Kuepper e la band The Saints formarono una propria etichetta discografica, la Fatal Records, e pubblicarono il loro primo singolo, (I'm) Stranded. Nel 2011 entra a far parte dei Nick Cave & The Bad Seeds.

## Discografia
- 1976: (I'm) Stranded
- 1977: Eternally Yours
- 1982: Mr Uddich-Schmuddich goes to town
- 1983: Law of Nature
- 1984: Ghosts of an Ideal Wife
- 1985: Electrical Storm
- 1986: Rooms Of The Magnificent
- 1990: Today Wonder
- 1991: Honey Steel's Gold
- 1991: Ascension
- 1992: Black Ticket Day
- 1993: The Butterfly Net
- 1994: Character Assassination
- 1995: A King In The Kindness Room
- 1997: Heart Of New Wave
- 1998: The Blue House
- 2000: Smile, Pacific
- 2002: Today Wonder
- 2004: Real Wild Life